# Estádio Euclides Etienne Arreguey
Estádio Euclides Etienne Arreguey – stadion piłkarski, w Caratinga, Minas Gerais, Brazylia, na którym swoje mecze rozgrywa klub Esporte Clube Caratinga.